# ジークフリード・キルヒアイス
ジークフリード・キルヒアイス（Siegfried Kircheis）は、田中芳樹のSF小説（スペース・オペラ）『銀河英雄伝説』の登場人物。銀河帝国側の主要人物であり、物語上の重要人物。
作中での呼称は「キルヒアイス」。ただし、親しい者からは「ジーク」と呼ばれることもある。

## 概要
帝国側の主人公であるラインハルトの親友であり側近。すべての面において非凡な才能を発揮し、その上、作中屈指の人格者でもある。ラインハルトの半身とも称され、物語序盤で死亡し退場するが、後々まで名前が登場し、物語や登場人物たちに大きな影響を与える。外伝においては帝国側エピソードにはほぼ準主人公格で登場し、特に短編「汚名」は単独で主人公を務める。
本編での初登場は開始冒頭の戦いであるアスターテ会戦において、ラインハルトの副官として彼と共に登場する（第1巻）。時系列上の初登場は、ラインハルトとの出会いなど少年時代の回想を除けば、2人にとって最初の戦場となる惑星カプチェランカの戦闘である（短篇「白銀の谷」）。物語の重要人物であり、本編は彼とラインハルトの会話から始まるが、上記の通り、2巻終盤という非常に早期に物語から退場する。しかし、その名前はその後も各所で登場し、最終巻で生まれたラインハルトとヒルダの子（アレク）には、「ジークフリード」のミドルネームが名付けられている。

## 略歴
帝国暦467年1月14日（道原かつみのコミック版第3巻より）、司法省下級官吏の息子として、ごく一般的な家庭に生まれ育つ。10歳の時、隣にミューゼル（ラインハルトの旧姓）家が引越してきて、その家の長男である同級生のラインハルトと友人になり、同時にラインハルトの姉で5歳年上のアンネローゼに出会う。しかし間もなく、アンネローゼが皇帝フリードリヒ4世の後宮に召されたことにより精神的なショックを受けるが、自身以上にショックを受けたラインハルトから姉を取り戻す為に帝国軍に入ると告げられ、道を共にすることとなる。以後、ラインハルトと共に帝国軍幼年学校に進み、卒業を前にして簒奪の野望を打ち明けられる。
それ以来、常にラインハルトの傍らに仕えた。惑星カプチェランカでの地上戦で初陣ののち、中尉・駆逐艦エルムラントII副長として第5次イゼルローン攻防戦に参加、大尉として憲兵隊勤務。以降はラインハルトの副官となり、ヴァンフリート星域会戦、少佐として第6次イゼルローン攻防戦・第3次ティアマト会戦、中佐として第4次ティアマト会戦、大佐としてアスターテ会戦に参加し、同会戦後は准将を飛ばして少将に昇進する。以降はラインハルトが開設した元帥府でナンバー2の地位を占めるようになり、カストロプ動乱を平定して中将に昇進、同盟軍の帝国領侵攻作戦においては、ホーウッド提督の同盟軍第7艦隊を撃破後、ヤン・ウェンリーの第13艦隊と対峙。ヤンをして「つけ込む隙がない」と感嘆させ、少なからず打撃を与えた。続くアムリッツァ星域会戦では、別働隊を率いて同盟軍が背後に敷設した広大な機雷原を指向性ゼッフル粒子で突破し、戦いの趨勢を決した。この功績によって一気に上級大将に昇進、宇宙艦隊副司令長官に任命されるが、ナンバー2不要論を持つオーベルシュタインに警戒されることとなる。
翌488年、同盟との捕虜交換式では、帝国側の代表としてイゼルローン要塞に出向き、ヤンやユリアンらと直接対面している。その後のリップシュタット戦役ではルッツとワーレンを副将とし、別働隊を率いて辺境を平定。戦役中のキフォイザー星域会戦では、数で勝る敵貴族連合軍副盟主リッテンハイム侯爵の艦隊編成に統一性がないのを見抜き自ら800隻の本隊を率いて突入し壊滅的な打撃を与え、門閥貴族軍にその兵力の1/3を喪わせる大きな戦果をあげた。
しかし、同戦役でブラウンシュヴァイク公爵が起こした「ヴェスターラントの虐殺」への対応がきっかけとなり、ラインハルトとの関係に亀裂が生じる。意固地になったラインハルトは参謀であるオーベルシュタインからの進言を入れて、キルヒアイスを今後は一臣下として扱おうとし、キルヒアイスだけには今まで許していた公式な場での武器携行を禁じた。そして帝国暦488年9月9日、リップシュタット戦役終結後の戦勝記念式典において、捕虜引見中にブラウンシュヴァイク公の部下だったアンスバッハ准将が主君の仇としてラインハルトを討とうとした際、その身を盾にしてラインハルトを庇い、凶弾に倒れた。享年21歳。死後、帝国元帥に昇進、生前に遡って帝国軍三長官の地位（軍務尚書、統帥本部総長、宇宙艦隊司令長官）を与えられ、ローエングラム王朝が成立すると大公の地位を贈られるとともに彼の名を冠した勲章が創設された。

## 能力
その軍事的才能は天才であるラインハルト、あるいはヤンに比肩すると考えられている。副官としてラインハルトの傍らにいた時に度々助言を求められ、その回答の全てがラインハルトの価値観と思考原理に合うものだった。また、アスターテ会戦で同盟第4艦隊を撃破した後に兵士に休息をとらせるよう提言するなど、ラインハルトひとりでは見落としていたようなことをフォローすることもできた。
当初はラインハルトの影に隠され、敵味方を通じて過小評価されていた。しかし、帝国暦487年、ラインハルトの元帥府開設に伴い少将に任命されると、直後に発生したカストロプ動乱を短期間で鎮圧して実力を示して中将に昇進し、衆目からも有能な軍人としてラインハルト陣営のナンバー2の地位を認められるに至った。
また、白兵戦の技量も非常に高く、ヴァンフリート4=2での地上戦では、同盟軍最強、作中キャラで陸戦においても最強の一人であるシェーンコップとの攻防では押されながら、息を切らしながらも攻撃をしのぎ切った。射撃能力も卓越しており、幼年学校時代に大会で何度も金メダルを獲得する程の腕前。ラインハルトが護衛役としてキルヒアイスに武器の携行を許していた理由には、単なる信頼関係だけでなくこうした戦闘技倆の高さもあり、リップシュタット戦役終結後の捕虜の謁見においても武器携行が認められていればアンスバッハの襲撃は瞬時に阻止できていただろうとラインハルト自身が認めている。
敵手であるヤンも、彼を「能力的にもラインハルトの分身である」と評し、名実共にラインハルト率いる帝国軍のナンバー2と認めていた。

## 人柄
劇中では「キルヒアイス」と姓で呼ばれることが多い。初対面時にファーストネームを"俗な名"と評したラインハルトも、以降ずっと「キルヒアイス」と呼んだ。また、アンネローゼからはジークフリードを縮めた「ジーク」の愛称で呼ばれている。
容姿は鮮やかな赤髪（ルビー色）と190cmの長身が特徴。容貌もかなり良く、｢ハンサムな赤毛ののっぽさん｣として後方勤務の女性兵士にも注目され、同盟軍の女性兵士からも好感を抱かれたが、キルヒアイス本人はアンネローゼへの憧憬をのぞいて女性に興味を抱いた様子は無かった。
ラインハルトの特徴あるいは欠点を補うかのように、温和で人当たりの良い性格で、ラインハルトには「下水道の中にも美点を見出すタイプ」「教師になっていたら心を傷つけられる生徒はいなかっただろう」と評された。幼年学校の時代から、敵を作りやすい性格を有するラインハルトの傍らで緩衝材の役割を果たし、その苛烈さを和らげる良き補佐役となった。人間としても清廉であったが、それゆえに武器を持たない人間を撃つことが出来ない欠点があり、オーベルシュタインにもそれを見抜かれて初対面で指摘された。実際に、老人であるグリンメルスハウゼンがもし敵となったとして排除できるかと逡巡したり、夫が犯し多くの犠牲者を出した麻薬犯罪の証拠をあえて焼こうとする非武装の老婦人をついに撃てなかったこともあった。
その温和さゆえ、アムリッツァ会戦で同盟軍の完全な殲滅を逸する原因を作ったビッテンフェルトをラインハルトが厳しく罰しようとした時、キルヒアイスの諫言で不問にふしたという出来事があった。部下の敗退にも寛大な対処を求めるキルヒアイスの信条は死後にはラインハルトにしばしば想起され、実際に敗退したミュラーやワーレン、シュタインメッツ、レンネンカンプなどが敗退を理由にした厳罰を下されずにすんでいる。
ラインハルトに対する軍においての立場はあくまで部下であり、周囲からもしばしば主従関係として扱われていたが、ラインハルトの主観としては親友であり、自らの分身として認められていた。2人きりのときにファーストネームで呼ぶ場合においては「ラインハルトさま」と敬称付きで呼んでいた（出会った当初の幼少期は呼び捨てであり、敬語は使っていない）が、ラインハルト曰く「いつのまにか、ごく自然にそうなってしまった」とのことである。その一方で、彼に常に諫言できる唯一の存在でもあり、アンネローゼもキルヒアイスの諌言を聞き入れなくなったら終わりだと理解している。しかしラインハルトが軍で権力を握るにつれ、オーベルシュタインを登用し、必要ならば民衆に害を与える非情の策もやむなしというラインハルトに対し、門閥貴族に対するラインハルトの強みは民衆に支持される清廉さにこそあると意見を異にすることも多くなった。
その最期には、ラインハルトに「宇宙を手に入れる」という二人の野望を改めて託した。死後、ラインハルトはキルヒアイスにあらゆる栄誉を与えたが、その墓に刻んだ碑銘は「我が友」ただ一言であった。後の回廊の戦いの際、ラインハルトは発熱の中で「キルヒアイスに諌められた」という理由で戦闘を終わらせ、ヤンに会見を申し入れた。また、息子のミドルネームにも「ジークフリード」の名を付けている。
キルヒアイスの死は、その後のラインハルトとその陣営内に重い影を落とし続けた。彼を知る者のほとんどが「キルヒアイスが生きていれば」と口にするほど、彼の存在は大きかった。死の直後の茫然自失からは立ち直ったラインハルトだが、その後の対応はロイエンタールに野心の芽を抱かせる遠因ともなった。また、キルヒアイスの処遇が変わったきっかけがオーベルシュタインの進言だったことから、キルヒアイスの下で戦ったルッツやワーレン、ベルゲングリューンやビューローといった諸提督・幕僚など陣営内でのオーベルシュタインへの反感を強める原因ともなった。
艦隊司令官になった後の乗艦はバルバロッサ。石黒監督版OVAにおけるカストロプ動乱の鎮圧任務の際には、高速戦艦テューリンゲンを乗艦としていた。Die Neue Theseではカストロプ動乱時からバルバロッサを旗艦としている。

## 退場劇について
人気を博したこの作品においてなお「キルヒアイスの死は早すぎたのではないか」という読者の意見は多い。作者自身も、プロットに後悔があり、その死を早くし過ぎたことを認めている。ただし、作者は当初より彼をヤン・ウェンリー同様物語途中で死亡するキャラクターと設定しており、後悔があるとしたのは「早く死なせすぎた」という点で、後悔以上に現に生み出した物語にも愛着があるとして、キルヒアイスの欠損を補うようにクローズアップされたミッターマイヤー、ロイエンタール、オーベルシュタイン、ヒルダ、ミュラーの活躍を挙げている。
また、初代編集担当者である金城孝吉は、第2巻でのキルヒアイスの退場は、金城の依頼によるものと語っている。田中の前作（『白夜の弔鐘』）の売り上げが記録的に悪かったことから、『銀河英雄伝説』でも打ち切りを想定して全3巻構想での執筆を依頼していたところ、第1巻の売り上げが好調だったことから、全10巻構成への変更を依頼した。その際、全3巻から全10巻に引き延ばすためには人材豊富な帝国と人材不足の同盟のパワーバランスを取る必要があると考え、第2巻でのキルヒアイスの退場を依頼したとのことである。

## 演じた人物
アニメ
- 広中雅志 （OVA全般／劇場版アニメ 2作品）
  - アニメ化に際して、その声役を誰にするかは、他のキャラクターと比べてすぐには決まらなかったと伝えられている。オーディションによって、広中雅志に決まった経緯がある。広中はこの役に対する思い入れが大変深く、もしも彼の声をまた演じることができるなら、ほかの仕事を断ってでも駆けつけると公言したことがあるほどである。

- 子安武人（長篇 黄金の翼）
- 梅原裕一郎（Die Neue These）
- 藍原ことみ（Die Neue These〈少年期〉）

朗読・オーディオブック
- 広中雅志 （黄金の翼・ユリアンのイゼルローン日記）

舞台
- 崎本大海（「銀河英雄伝説 第一章 銀河帝国篇」「銀河英雄伝説外伝 オーベルシュタイン篇」、2011年上演）
- 横尾渉（「銀河英雄伝説 撃墜王」、2012年上演・「銀河英雄伝説 第三章 内乱」、2013年上演）
- 橋本淳（「銀河英雄伝説 初陣 もうひとつの敵」、2013年上演）
- 福山翔大（「銀河英雄伝説 第四章前編 激突前夜」、2013年上演・「銀河英雄伝説 第四章後編激突」2014年上演）
- 加藤将（舞台「銀河英雄伝説 Die Neue These」、2018年上演）

銀河英雄伝説@TAKARAZUKA
- 朝夏まなと（2012年本公演、2013年博多座公演）
- 真みや涼子（少年時代）
- 桜木みなと（2012年新人公演）